# 张同敞
张同敞（？—1651年1月8日），號別山，湖廣江陵（今湖北）人，明朝政治人物、诗人，藏書家。

## 生平
為內閣首輔张居正曾孙。崇祯朝时，以廕補中書舍人，永曆朝時為錦衣衛指揮使。曾拜瞿式耜为师，与瞿式耜一同在湖广地区進行抗清活动。永曆三年（1649年）文渊阁大学士兼吏、兵二部尚书瞿式耜邀请了张同敞、王夫之、金堡等至桂林。後任桂林总督。
永曆四年（1650年）张同敞對友人钱秉镫说：“此永別矣！时事如此，吾必死之。”十一月初五日，清軍逼近桂林，元燁被殺，南明守军溃散，將領趙印、王永祚、蒲缨、楊國棟、馬養麟皆逃去。傍晚，同敞從漓江東岸泅水入桂林城，與式耜相伴。瞿式耜曾勸他逃亡，同敞毅然回答：“死則俱死耳！古人恥獨為君子，君獨不容我同殉乎！”初六日上午，被清軍押往靖江王府見定南王孔有德，被軟禁于桂林。二人共賦詩一百余首，題名「浩氣吟」。孔有德憤甚，命人折張同敞雙臂，傷一目，瞿式耜喝乃止；「兩人困愈久，苦愈甚，而志愈堅烈，知終不可辱。」
不久，瞿式耜寫給焦璉的信被查獲，孔有德擔心有后患，下令將二人處斬。閏十一月十七日與瞿式耜在桂林疊彩山風洞前仙鶴嶺下就義。张同敞人頭落地時，身體並未向前仆，而人頭又向前跌彈了三下。同殉難者還有靖江王朱亨歅。瞿崔耜和張同敞殉節後，已經削髮為僧的給事中金堡，上書孔有德，請准收葬瞿式耜和張同敞，獲准。由瞿式耜的門客楊藝具衣冠斂，同葬于北門外白鶴洞下。明昭宗聞訊後，追贈江陵伯，諡文烈。清高宗乾隆年追諡忠烈。

## 軼事
永曆六年（1652年）西寧王李定國圍攻桂林時，曾有城裡的居民看到已經死去的瞿式耜、張同敞兩人充當大軍的前導，並騎著馬同時進入孔有德的府邸，不久，孔有德便自焚而死。

## 著作
著有《純忠堂集》、與瞿式耜合著《御覽傷心吟》（明昭宗命工部刊刻）等。

## 遗迹
张同敞墓位于今广西桂林市七星区朝阳乡。